# Je t'aime moi non plus (album)
Albums de Serge Gainsbourg
Rock Around the Bunker
(1975) L'Homme à tête de chou
(1976)
Je t'aime moi non plus est la bande originale du film du même titre, composée et écrite par Serge Gainsbourg. Elle est sortie en 1976.

## Description
À la fois réalisateur et compositeur de la musique du film, Gainsbourg reprend le succès éponyme de Je t'aime… moi non plus paru en 1969. La musique du duo de Serge Gainsbourg et de Jane Birkin est devenu l'un des thèmes principaux du film arrangés et repris dans des versions instrumentales.
Les autres musiques du film sont des compositions originales comme La Ballade de Johnny Jane. Cette musique interprétée au piano dans le film connaîtra une deuxième version en chanson (mais non présente sur l'album) interprétée par Jane Birkin.

## Titres
| No | Titre                              | Durée |
| -- | ---------------------------------- | ----- |
| 1. | Ballade de Johnny Jane             |       |
| 2. | Le camion jaune                    |       |
| 3. | Banjo au bord du Styx              |       |
| 4. | Rock 'n' roll autour de Johnny     |       |
| 5. | L'abominable strip-tease           |       |
| 6. | Je t'aime moi non plus             |       |
| 7. | Je t'aime moi non plus au lac vert |       |
| 8. | Je t'aime moi non plus au motel    |       |
| 9. | Ballade de Johnny Jane (final)     |       |